# پرفشاری ریوی
هایپرتنسیون ریوی (به انگلیسی: Pulmonary hypertension) یا پُرفشاری شش به اختصار PH یا PHTN در پزشکی به افزایش فشار خون در سرخرگ ریوی یا سیاهرگ ریوی و بطورکل افزایش فشار خون در عروق شش‌ها شناخته شده‌است و منجر به تنگی نفس، سرگیجه، غش کردن، تورم پا و علائم دیگر می‌شود. فشار خون ریوی می‌تواند یک بیماری شدید همراه با نارسایی قلبی و کاهش در تحمل فعالیت بدنی در نظر گرفته شود.

## علائم و نشانه‌ها
علائم این بیماری بسیار پله‌پله و آرام ظاهر می‌شوند به‌طوری‌که ممکن است بیمار پس از سال‌ها به پزشک مراجعه کند.
این علائم به‌طور معمول تنگی نفس، خستگی، سرفه بدون خلط، آنژین صدری، غش یا سنکوپ، ادم محیطی (تورم اطراف مچ پا و پاها) و نیز به ندرت هموپتیزی (سرفه خونی) هستند.

## طبقه‌بندی
طی نشست سال ۱۹۷۳ سازمان بهداشت جهانی برای نخستین بار اقدام به طبقه‌بندی پرفشاری خون ریوی، تمایز بین پرفشاری اولیه و ثانویه نمود.